# Difensore del popolo andaluso
Il difensore del popolo andaluso è un'istituzione la cui missione principale è la protezione e la difesa dei diritti e delle libertà stabiliti nel primo titolo della Costituzione. Per questo, può ispezionare i consigli comunali e provinciali, nonché la Giunta dell'Andalusia.
Viene eletto dal Parlamento dell'Andalusia per un mandato di cinque anni, che può essere rinnovato. Attualmente, la posizione di Difensore del popolo andaluso è ricoperta da Jesús Maeztu Gregorio de Tejada, che dopo un anno in carica ha rinnovato questa posizione per altri cinque anni dopo l'insediamento il 18 settembre 2019.

## Testi e statuti
L'istituzione del difensore del popolo andaluso figura nello Statuto di Autonomia dell'Andalusia del 1981, riformato nel 2007. Pertanto, l'articolo 128, nel capitolo VI dello statuto, definisce la sua autorità, le sue funzioni e il suo metodo di elezione.
In Spagna, questa funzione di controllo dell'amministrazione e della protezione dei cittadini ha avuto origine nella Costituzione spagnola del 1978. Il titolo I della Costituzione stabilisce i diritti ei doveri fondamentali dei cittadini spagnoli. Il capitolo IV è dedicato più specificamente a garantire le libertà fondamentali. L'articolo 54 istituisce un difensore civico, nominato dalle Cortes Generales per garantire il rispetto di questi diritti e raccogliere le denunce dei cittadini al riguardo.
La figura del difensore civico è chiarita e regolamentata dalla Legge Organica 3/1981, del 6 aprile. Questa legge definisce le funzioni, i poteri e il funzionamento dell'autorità di controllo. Inoltre, l'articolo 12 della Legge stabilisce che organismi simili delle comunità autonome sono obbligati a coordinare i loro sforzi con quelli del Difensore civico, che può richiedere la loro collaborazione. Il Difensore civico andaluso è, pertanto, soggetto a questo regolamento, come confermato da l'articolo 128-3 dello Statuto di Autonomia e la Legge 36/1985 sui rapporti tra il difensore civico e i suoi omologhi in ciascuna comunità autonoma.
La legge 9/1983 del 1º dicembre 1983, approvata dal Parlamento andaluso, stabilisce le condizioni per la nomina del Difensore del popolo andaluso. Quest'ultimo è eletto a maggioranza qualificata dall'Assemblea regionale ogni cinque anni. Il candidato per queste funzioni è proposto dalla commissione parlamentare per il governo degli interni e i diritti umani. Il titolare deve essere un cittadino andaluso (ovvero un cittadino spagnolo stabilito in Andalusia), non può svolgere un impiego pubblico o privato, non può ricoprire cariche politiche o esercitare alcuna attività di propaganda politica e non può essere affiliato a nessun partito politico o sindacato. Sebbene sia nominato e presti giuramento dinanzi al Parlamento, il Difensore civico andaluso non risponde, svolgendo le sue funzioni con autonomia e secondo i suoi criteri.
Viene redatta una relazione annuale sulle sue attività, che presenta al Parlamento in seduta plenaria. Dall'altro, per l'esercizio delle sue funzioni, dispone di servizi di direzione, nonché di assistenti e consulenti incaricati di un particolare ambito di competenza.

## Difensori del popolo andaluso
- Manuel Conde-Pumpido Ferreiro (1984-1996)[7]
- José Chamizo de la Rubia (1996-2013)
- Jesús Maeztu Gregorio de Tejada (2013-2018 / 2019-2024)[2]